# Distrito de Quehue
El distrito peruano de Quehue es uno de los ocho distritos de la provincia de Canas, ubicada en el Departamento de Cusco, bajo la administración del Gobierno regional de Cuzco, Perú.

## Historia
El distrito fue creado mediante la Ley 2542 del 17 de noviembre de 1917, en el gobierno de José Pardo y Barreda.

## Geografía
Ubicada en una zona frígida, las temperaturas medias oscilan entre 8.6 °C. y 7.2 °C.
Es el distrito que alberga el majestuoso Puente Q'eswachaca, las costumbres tradicionales de toccto y chiaraje . Está compuesto por las comunidades, Ccollana Quehue, Chaupi banda, Choccayhua y Huinchire. Por allí también pasa el cañón de Apurímac.

## Capital
La capital del distrito es el poblado de Quehue. La temporada más propicia para la visita de turismo es de abril a octubre.

## Autoridades

### Municipales
- 2019 - 2022[2]
  - Alcalde: Mario Tacuma Taype, del Movimiento Regional Acuerdo Popular Unificado (APU)
  - Regidores:

  1. Faustino Lloclle Sosa (Movimiento Regional Acuerdo Popular Unificado)
  2. Jaime Janampa Jalanocca (Movimiento Regional Acuerdo Popular Unificado)
  3. José Ccanahuire Quispe (Movimiento Regional Acuerdo Popular Unificado)
  4. Gladys Choqque Puma (Movimiento Regional Acuerdo Popular Unificado)
  5. Máximo Ayma Puma (Democracia Directa)

Alcaldes anteriores
- 2015 - 2018: Beltrán HUILLCA JANAMPA, del Movimiento Tawantinsuyo.
- 2011-2014:[3] Paulo César Oroche Taipe, del Movimiento Regional Acuerdo Popular Unificado (APU).
- 2007-2010: Hilario Callo Tapia.

## Festividades
El 17 de noviembre es el aniversario de su creación política, es una de las fechas en donde se organiza corrida de toros tarde taurina, y también del 14 de septiembre al 21 de septiembre se desarrolla una de las mayores concentraciones en este destrito por motivos de festejo del santo patrono Señor de la Exaltación.